# Bradysia nitida
Bradysia nitida är en tvåvingeart som beskrevs av Werner Mohrig och Boris Mamaev 1989. Bradysia nitida ingår i släktet Bradysia och familjen sorgmyggor. Inga underarter finns listade i Catalogue of Life.